# 芒特弗農 (阿肯色州)
芒特弗農（英語：Mount Vernon）是一個位於美國阿肯色州福克納縣的市鎮。

## 地理
芒特弗農的座標為35°13′30″N 92°07′29″W / 35.22500°N 92.12472°W，而該地的平均海拔高度為132米（即433英尺）。

## 人口
根據2020年美國人口普查的數據，芒特弗農的面積為2.62平方千米，皆為陸地。當地共有人口144人，而人口密度為每平方千米54人。